# Минчо Бакалов
Минчо Цанев Бакалов е български флотски офицер, контраадмирал (генерал-майор).

## Биография
Роден е на 21 март 1946 година в Чепино, едно от трите села, които днес съставляват град Велинград. През 1970 г. завършва Военноморското училище във Варна. Започва службата си като командир на БЧ в Созопол. В периода 1988 – 1990 г. е командир на бригада. Началник на Висшето военноморско училище „Н. Й. Вапцаров“, град Варна, в периода 1990 – 1996 г. На 3 май 1996 г. е удостоен със звание контраадмирал. На 27 август 1996 г. е назначен за изпълняващ за една година длъжността главен инспектор на Военноморските сили в Инспектората на Министерството на отбраната. На 1 септември 1997 г. е назначен за главен инспектор на Военноморските сили в Инспектората на Министерството на отбраната. През 1997 г. завършва Центъра „Джордж Маршал“. На 10 декември 1999 г. е освободен по собствено желание от длъжността главен инспектор на Военноморските сили в инспекция „Граждански контрол върху Военноморските сили“ на Инспектората на Министерството на отбраната и от кадрова военна служба.

## Военни звания
- Лейтенант (1970)
- Старши лейтенант (1973)
- Капитан-лейтенант (1977)
- Капитан III ранг (1981)
- Капитан II ранг (1986)
- Капитан I ранг (1990)
- Контраадмирал (3 май 1996)